# Sandviken Big Band
Sandviken Big Band, Sandvikens eget storband har funnits sedan 1968. Det är ett av de mest flitiga amatörbanden i Sverige. Bandet gör många spelningar, såväl inom Sverige som utomlands, varje år och har gett ut ett flertal skivor. Vid de flesta konserterna arbetar bandet med professionella solister. Under 2014 och 2015 har bandet deltagit i rikstäckande turnéer tillsammans med bland annat Christer Sjögren, Andreas Weise, Gunhild Carling och Kristin Amparo i en hyllningsshow till Frank Sinatra.  Åren 2013, 2014 och 2018 medverkade även Sandviken Big Band i TV4 programmet Idol vid Big Band Friday temat och ackompanjerade då de tävlande.
Bandet har en egen supporterklubb, Stödförbandet, och ett eget hus i Sandviken, Jazzhuset. Under hösten 2008 firade Sandviken Big Band sitt 40-årsjubileum med en stor jubileumskonsert i Sandviken. Några av medlemmarna har varit med sedan starten 1968. Sandviken Big Bands musikaliska ledare heter Åke Björänge och för administrationen ansvarar Bosse Hedvall.